# Longview (Illinois)
Longview es una villa ubicada en el condado de Champaign en el estado estadounidense de Illinois. En el Censo de 2010 tenía una población de 153 habitantes y una densidad poblacional de 239,16 personas por km².

## Geografía
Longview se encuentra ubicada en las coordenadas 39°53′9″N 88°3′59″O / 39.88583, -88.06639. Según la Oficina del Censo de los Estados Unidos, Longview tiene una superficie total de 0.64 km², de la cual 0.64 km² corresponden a tierra firme y (0%) 0 km² es agua.

## Demografía
Según el censo de 2010, había 153 personas residiendo en Longview. La densidad de población era de 239,16 hab./km². De los 153 habitantes, Longview estaba compuesto por el 98.04% blancos, el 0% eran afroamericanos, el 0.65% eran amerindios, el 0% eran asiáticos, el 0% eran isleños del Pacífico, el 0% eran de otras razas y el 1.31% pertenecían a dos o más razas. Del total de la población el 1.96% eran hispanos o latinos de cualquier raza.